# キングス・カングワ
キングス・カングワ（Kings Kangwa、1999年4月6日 - ）は、ザンビアのサッカー選手。ポジションはミッドフィールダー。

## 経歴
2019年7月10日、FCアルセナル・トゥーラに加入した。
2024年2月1日、KVコルトレイクに半年間の契約でレンタル移籍した。
2024年7月30日、ハポエル・ベエルシェバFCと4年契約を締結した。

## 私生活
兄のエヴァンス・カングワもザンビア代表であり、FCアルセナル・トゥーラではチームメイトになった。